# 珀维莱尔 (默兹省)
珀维莱尔（法語：Peuvillers）是法国默兹省的一个市镇，属于凡尔登区（Verdun）当维莱尔县（Damvillers）。该市镇总面积4.86平方公里，2009年时的人口为66人。

## 人口
珀维莱尔人口变化图示